# Senafè
Senafè (in tigrino ሰንዓፈ; in arabo صنعفى) è una cittadina dell'Eritrea, capoluogo del distretto omonimo, nella regione del Sud.